# Преобърната торта
Преобърнатата торта е категория торти, които при сервиране се преобръщат с долната част нагоре. Ако има топинг, то той по време или след печенето се намира на дъното на тортата, но при сервирането тортата се преобръща и топинга се озовава отгоре. Обикновено участват нарязани или смлени плодове – ябълки, череши, праскови или ананаси. Масло и захар се поставят на дъното на формата за печене преди да се излее тестото, така че да образуват запечено доливане след преобръщане на тортата.

## Популярни преобърнати торти
- кекс – България, Русия и др.
- прасковена торта
- ябълков пай – САЩ
- ябълков тарт „Татен“ – Франция
- bolo de ananás (известен още като bolo de abacaxi) – Бразилия и Португалия

## Галерия
- Кекс с грозде
- Торта с праскови и боровинки
- Торта с круши